# Caulophyllum giganteum
Caulophyllum giganteum là một loài thực vật có hoa trong họ Hoàng mộc. Loài này được (Farw.) H.Loconte & W.H.Blackw. mô tả khoa học đầu tiên năm 1981.